# Frattura di Galeazzi
La frattura di Galeazzi è una frattura del radio con lussazione dell'articolazione radio-ulnare distale. Si tratta classicamente una frattura isolata del terzo distale del radio associata a lussazione del segmento distale dell'ulna. La condizione modifica l'asse dell'avambraccio.

## Storia
La frattura Galeazzi prende il nome da Ricardo Galeazzi (1866-1952), un ortopedico italiano, che ha descritto la frattura nel 1934. Tuttavia, essa era stata descritta per la prima volta nel 1842, da Astley Cooper, 92 anni prima di Galeazzi.

## Epidemiologia
Le fratture di Galeazzi rappresentano il 3-7% di tutte le fratture dell'avambraccio. Esse si riscontrano soprattutto nei maschi. Esse sono associate con la caduta in avanti quando viene mantenuto il braccio teso.

## Segni e sintomi
Si presentano dolore e tumefazione dei tessuti molli al terzo distale del sito frattura radiale e al polso. Questa lesione viene confermata sulla valutazione radiografica. Il trauma all'avambraccio può essere associato con la sindrome compartimentale. Può verificarsi anche la paralisi del nervo interosseo anteriore, ma ciò è spesso trascurato poiché non c'è una componente sensoriale a dimostrare tale condizione. Le lesioni del nervo possono causare paralisi del flessore lungo del pollice e flessore profondo dei muscoli del dito indice, con conseguente perdita del meccanismo di presa tra il pollice e l'indice. Sono le fratture con più probabilità di concludersi con un malconsolidamento.

## Fisiopatologia
L'eziologia della frattura Galeazzi è generalmente considerata in una caduta che causa un carico assiale da posizione su un avambraccio iperpronato, i ricercatori sono stati in grado di riprodurre il meccanismo della lesione in laboratorio.
Dopo la lesione, la frattura è soggetta a forze deformanti. Le lesioni deformanti muscolari e del tessuto molle, che sono associate con la frattura, non possono essere controllate con immobilizzazione gessata.

## Trattamento
Le fratture di Galeazzi sono trattate meglio con una riduzione a cielo aperto del radio distale e la radio-ulnare. Essa è stata chiamata "frattura di necessità", perché necessita di trattamento chirurgico aperto nell'adulto. I risultati del trattamento non chirurgico portano a dislocazioni persistenti o ricorrenti dell'ulna distale. Tuttavia, in pazienti con immaturità scheletrica, come i bambini, la frattura è di solito trattata con riduzione chiusa.